# Inflación general
La inflación general es una medida de la inflación total dentro de una economía, incluidas materias primas como los precios de los alimentos y la energía (p. ej., petróleo y gas), que tienden a ser mucho más volátiles y propensos a picos inflacionarios. En cambio, la inflación subyacente (también inflación núcleo) se calcula a partir de un índice de precios de consumo menos los componentes volátiles de alimentos y energía. La inflación general puede no ofrecer una imagen precisa de la tendencia inflacionista de una economía ya que es poco probable que persistan los picos inflacionistas sectoriales.

## Usos
El Banco Central Europeo y el Banco de Inglaterra tienen mandatos que detallan sus objetivos de inflación en términos de inflación general. La India también se centra en la inflación general.